# Ranggon
Ranggon is een bestuurslaag in het regentschap Sumedang van de provincie West-Java, Indonesië. Ranggon telt 2249 inwoners (volkstelling 2010).